# Ambasada Łotwy w Polsce

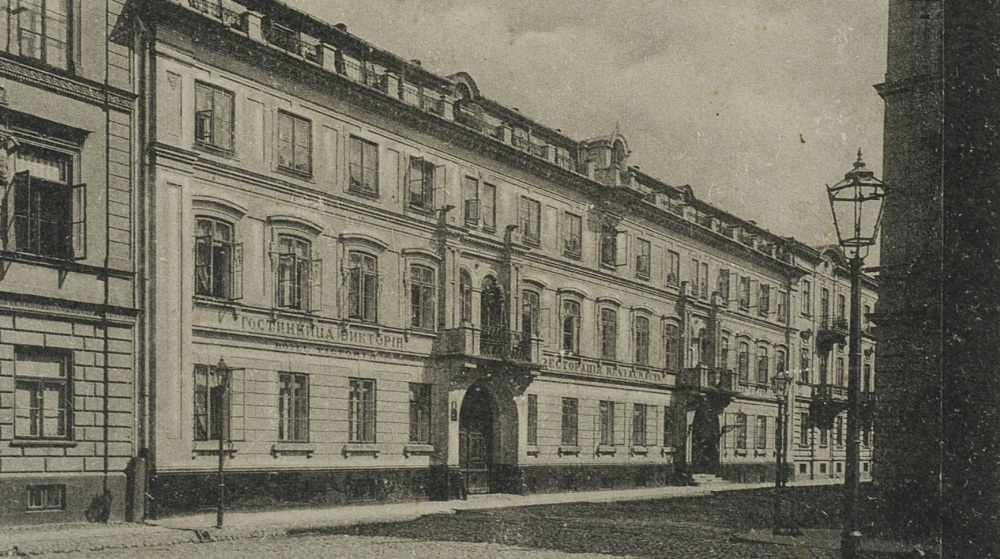
Dawna siedziba Poselstwa Łotwy w hotelu Victoria w Warszawie przy ul. Jasnej 26 (1920–1922)

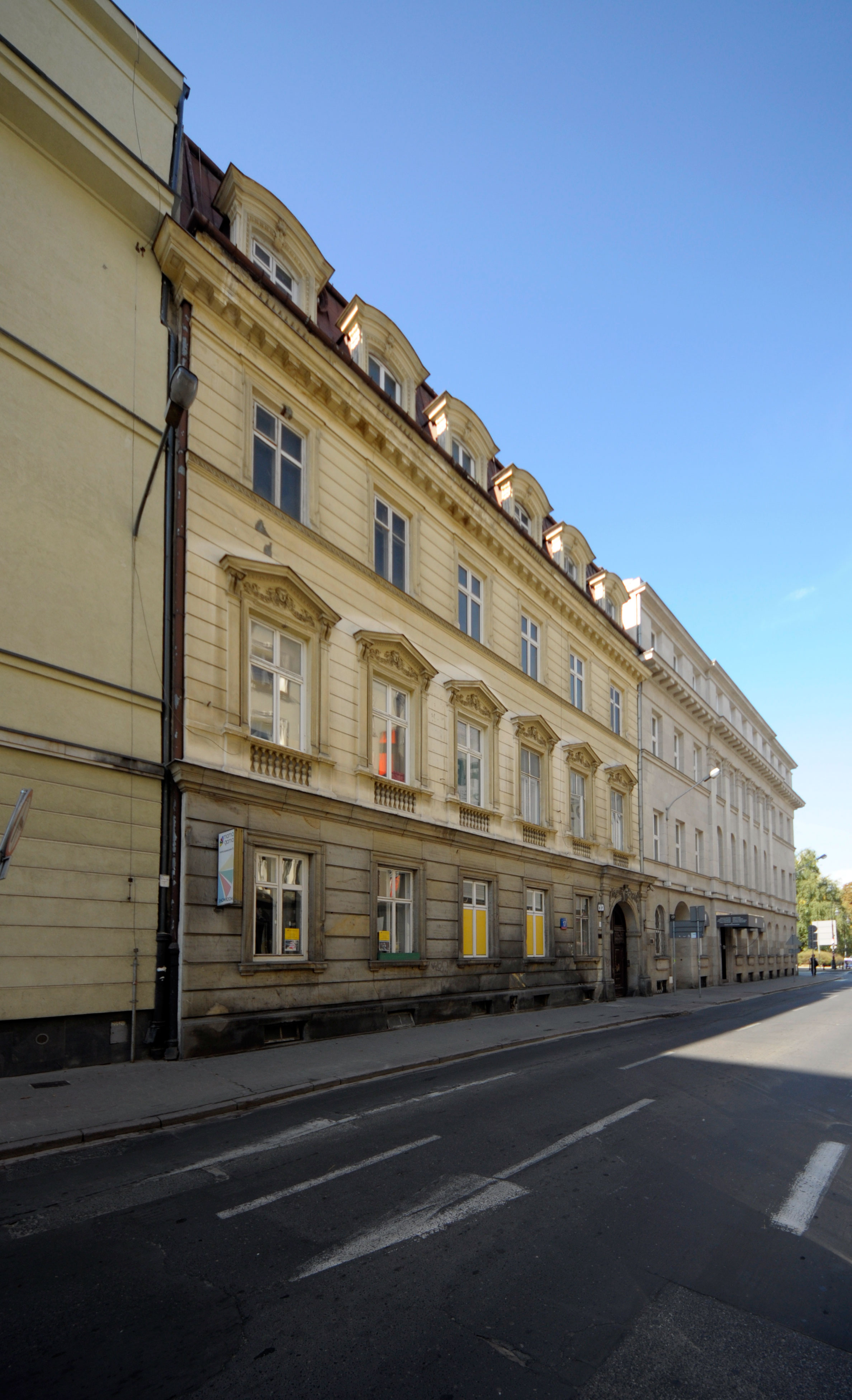
Dawna siedziba Poselstwa Łotwy przy ul. Jasnej 17 (1923−1925)

Ambasada Łotwy w Polsce, Ambasada Republiki Łotewskiej w Rzeczypospolitej Polskiej (łot. Latvijas Republikas vēstniecība Polijas Republikā) – placówka dyplomatyczna Republiki Łotewskiej znajdująca się w Warszawie przy ul. Królowej Aldony 19.
Ambasador Łotwy w Warszawie oprócz Rzeczypospolitej Polskiej akredytowany jest także w Republice Bułgarii i Rumunii.

## Podział organizacyjny
- Wydział Konsularny
- Przedstawicielstwo Łotewskiej Agencji Inwestycji i Rozwoju (Latvijas Investīciju un attīstības aģentūra)

## Siedziba

### W okresie międzywojennym
Stosunki dyplomatyczne nawiązano de facto w 1919, choć formalnie de iure w 1921. Jest interesujące, że źródła odnotowują funkcjonowanie poselstwa Republiki Łotewskiej w hotelu Victoria przy ul. Jasnej 26 już o rok wcześniej (1920–1922); obecnie budynek nie istnieje. Kolejne siedziby poselstwa mieściły się w kamienicy Juliana Ankiewicza przy ul. Jasnej 17 (1923–1925) oraz, po zakupie dwupiętrowego budynku przez rząd łotewski, przy ul. Szkolnej 6 (1926–1939). Budynek ten uległ spaleniu podczas obrony Warszawy we wrześniu 1939. Jego wypalone mury zostały rozebrane podczas okupacji niemieckiej. W 2019 z udziałem prezydenta Łotwy Egilsa Levitsa w miejscu, w którym znajdował się budynek poselstwa, odsłonięto tablicę pamiątkową.
W okresie wojny polsko-bolszewickiej, w sytuacji zagrożenia zajęcia Warszawy, personel poselstwa był ewakuowany okresowo (od początku sierpnia 1920) do Poznania.
W okresie międzywojennym XX w. poseł łotewski w Warszawie był posłem akredytowanym także w Budapeszcie i Bukareszcie.
Łotwa utrzymywała
- konsulat w Wolnym Mieście Gdańsku (1920–1940) z siedzibą przy Werftgasse 3, ob. ul. Doki (1921–1925), przy Jäschkentalerweg 3, obecnie ul. Jaśkowa Dolina (1927–1939),
- konsulat w Wilnie (1923–1940), początkowo przy ul. Antokolskiej 24a (1925), ul. Piaskowej 14 (1928-1933[7]), następnie przy ul. Sierakowskiego 4 (1934[8]-1939[9]).

### Współcześnie
W 1991 ponownie nawiązano zerwane w 1939 stosunki dyplomatyczne między dwoma krajami, podnosząc wzajemne przedstawicielstwa do szczebla ambasad, a ambasada mieściła się przy ul. Starościńskiej 1 (1993), ul. Rejtana 15 (2001–2004), obecnie przy ul. Królowej Aldony 19 (od 2004). Łotwę reprezentuje w Polsce też pięciu konsulów honorowych: w Białymstoku, Gdańsku, Krakowie, Katowicach i Wrocławiu
Po 1991 Ambasador RŁ w Warszawie jest także ambasadorem na terytorium Rumunii i Bułgarii. Dawniej był również ambasadorem przy Stolicy Apostolskiej i Zakonie Maltańskim.

## Posłowie i Ambasadorowie Łotwy w Warszawie
- Atis Ķeniņš (1919–1921; początkowo jako „stały przedstawiciel”)
- Mārtiņš Nukša (1921–1927)
- Oļģerds Grosvalds (1930–1934)
- Miķelis Valters (1934–1938)
- Ludvigs Ēķis (1938–1939)

1939–1991 brak stosunków dyplomatycznych między Polską a Łotwą
- Mārtiņš Perts (1992–1997)
- Aivars Vovers (1998–2002)
- Uldis Vītoliņš (2002–2004)
- dr Alberts Sarkanis (2004–2009)
- dr Einars Semanis (2009–2013)
- Ilgvars Kļava (2013–2017)
- Edgars Bondars (2017–2021)
- Juris Poikāns (2021–)